# Ask Father
Ask Father è un cortometraggio muto del 1919 diretto da Hal Roach. Il film, di genere comico, è interpretato da Harold Lloyd, Snub Pollard, Bebe Daniels, Sammy Brooks.

## Trama

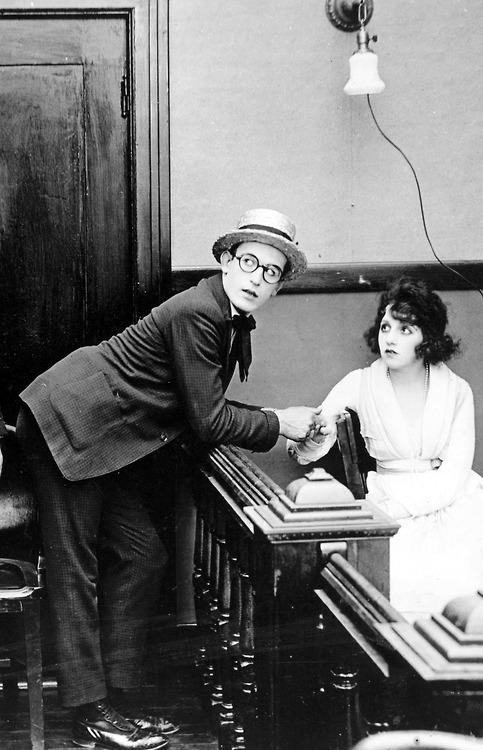
Harold Lloyd e Bebe Daniels

Un ragazzo chiede a una ragazza di sposarlo e questa gli dice di chiederlo a suo padre. Egli va nell'ufficio del padre della ragazza, ma viene sempre buttato fuori nei suoi innumerevoli tentativi. Alla fine riesce a vederlo, ma in quel momento telefona la figlia per dire che si è sposata. Così, il giovanotto decide sui due piedi di sposare la segretaria che lavora lì, visto che almeno lei (che è orfana) non ha un padre che possa porsi tra di loro.

## Produzione
Il film fu prodotto dalla Rolin Films (as The Rolin Film Company).

## Distribuzione
Distribuito dalla Pathé Exchange, il film - un cortometraggio di una bobina - uscì nelle sale cinematografiche USA il 9 febbraio 1919.
Copia della pellicola viene conservata negli archivi del Museum of Modern Art. Nel 2005, il film è stato inserito in The Harold Lloyd Comedy Collection, un'antologia su Harold Lloyd della durata complessiva di 420 minuti distribuita dalla New Line Home Entertainment. Il cortometraggio, in una versione di 13 minuti, è accompagnato dalle musiche di Robert Israel.